# Замок (роман)
«За́мок» (нім. Das Schloß) — останній, незакінчений роман Франца Кафки, опублікований посмертно в 1926 році.
Протагоніст твору, названий просто К., прибуває в Село, щоб виконати вимірювання земельних ділянок. Там він стикається з абсурдною бюрократією Замку, який керує Селом, а потім і його життям.

## Історія
Роман було написано 1922 року. Це була третя спроба Кафки написати справді епічний твір, яку він вважав невдалою, як і дві попередні («Зниклий безвісти» та «Процес»), тому в заповіті попросив найближчого друга Макса Брода знищити рукописи (чого той не виконав).
Роботі над романом передувала тривала пауза в писанні, тому настрій Кафки під час написання «Замку» був надзвичайно схвильований — він коливався між екстазом і повною зневірою (спершу Кафка навіть приховував від друзів написане). «Замок» був останнім твором Кафки, тому в ньому зібрано всі теми і конфлікти, які непокоїли його протягом життя.

## Сюжет
Головний герой роману, якого названо лише ініціалом К., приїжджає в Село, яке керується з Замку. Синові доглядача Замку, який намагається вигнати К. з готелю, він каже, що керівництво Замку найняло його як землеміра і скоро приїдуть його помічники. Проте, виявляється, що вхід до Замку без спеціального дозволу, якого К. не має, заборонено, а новоприбулі Артур і Єремія, які називають себе помічниками, абсолютно незнайомі К.
За допомогою посильного Варнави і його сестри Ольги, К. потрапляє в готель для панів із Замку. Там він домагається симпатії Фріди, буфетниці і коханки першого чиновника, каштеляна Замку — Кламма. Фріда залишає місце буфетниці і стає коханкою К.
К. навідує сільського старосту. Той каже, що після отримання з канцелярії Замку розпорядження про підготовку до прибуття К. він одразу ж відіслав відповідь про те, що землемір Селу не потрібен, але, мабуть, сталася помилка і його лист потрапив не в той відділ, через що у канцелярії не дізналися про те, що потреби в землемірі немає. Таким чином, К. не може працювати за фахом, і староста пропонує йому зайняти місце шкільного сторожа. К. змушений погодитися.
К. намагається поговорити з Кламмом і довго чекає його біля готелю, однак тому вдається піти непомітно для К. Секретар Кламма пропонує К. пройти допит, але К. відмовляється. Тим часом, К. зі скандалом звільняють із місця шкільного сторожа, а сам він зауважує, що Фріда перестає його цікавити через те, що вона більше не пов'язана з Кламмом. Сестра Варнави Ольга розповідає К. історію своєї сім'ї (її батько втратив роботу і репутацію після того, як її сестра Амалія відкинула непристойну пропозицію одного з чиновників).
Фріда ревнує К. до Ольги, вона вирішує повернутися на роботу в готель і бере з собою Єремію. Тим часом, К. викликає до себе секретар Кламма Ерланґер. Він радить К. посприяти поверненню Фріди на посаду буфетниці, бо Кламм звик до неї.
Конюх Ґерштекер пропонує К. роботу в стайні, явно розраховуючи з його допомогою домогтися чогось від Ерланґера. Ґерштекер приводить К. у свій будинок. На цьому рукопис обривається, проте Макс Брод у передмові до першого видання описав завершення роману зі слів Кафки: «Той, хто видає себе за землеміра, урешті-решт отримує хоча б часткову сатисфакцію. Він продовжує свою боротьбу, але помирає від знесилення. Біля його смертного ложа збирається сільська община, а із Замку приходить повідомлення про те, що хоча правової підстави на дозвіл К. жити в Селі немає, у зв'язку із особливими обставинами йому дозволено тут жити і працювати». Літературознавці по-різному трактують такий фінал: як оптимістичне завершення і як іронічний фарс долі.

## Персонажі
К. — землемір, «чоловік років тридцяти».
Мешканці Села
Сім'я старости
- Сільський староста — привітний, «гладкопоголений товстун».
- Міцці — дружина старости, «тиха жінка, більше схожа на тінь».

Сім'я корчмаря (корчма «Біля моста»)
- Ганс — корчмар, господар корчми «Біля моста», колишній конюх.
- Ґардена — корчмариха (корчма «Біля моста»), колишня коханка Кламма.

Сім'я Варнави
- Варнава — посильний.
- Ольга — сестра Варнави.
- Амалія — сестра Варнави.

Інші мешканці
- Артур — новий помічник К.
- Єремія — новий помічник К.
- Фріда — наречена К., буфетниця в корчмі «Панський двір», коханка Кламма.
- Пепі — буфетниця, заступила на місце Фріди, коли та звільнилася
- Вчитель — маленький, вузькоплечий, тримається прямо, справляє кумедне враження.
- Лаземан — шкіряник.
- Брунсвік — чоботяр, зять Лаземана
- Шварцер — син молодшого каштеляна. Мав «обличчя актора, вузькі очі і густі брови».
- Корчмар (корчма «Панський двір»)

Мешканці Замка графа Вествеста
- Кламм — начальник Х канцелярії.
- Фріц — молодший каштелян.
- Сордіні — чиновник, італієць.
- Сортіні — чиновник.

## Основні теми

### Теологія
Оригінальна конструкція Брода була заснована на релігійних темах, і це було продовжено М'юїрами у їхніх перекладах. Але це не закінчилося критичними виданнями. Були зроблені численні інтерпретації під різними теологічними кутами зору.
Одна з інтерпретацій боротьби К. за контакт із замком полягає в тому, що вона являє собою пошук людиною спасіння. За словами Марка Хармана, перекладача видання «Замку», саме цій інтерпретації віддавали перевагу перекладачі оригіналу Вілла Мур (з допомогою Едвіна), які випустили перший англійський том у 1930 року Харман вважає, що йому вдалося усунути упередженість перекладів у бік цього погляду, але багато хто все ще вважає, що саме в цьому полягає суть книжки.
Підживленню біблійних інтерпретацій роману сприяють різні імена та ситуації. Наприклад, офіційний Галатер (німецьке слово, що означає «Галатія»), один з початкових регіонів, де з'явилися сильні християнські послідовники завдяки діяльності апостола Павла та його помічника Варнави. Ім'я посланця, Варнава, з тієї ж причини. Навіть критичні видання, називаючи початкову главу «Прибуття», серед іншого уподібнюють К. до старозавітного месії.

## Публікація
Вперше роман було опубліковано в Мюнхені 1926 року.
Переклад українською мовою 2006 року виконала Наталя Сняданко. Його було опубліковано у видавництві «Фоліо» того ж року.

## Екранізація
Існує п'ять екранізацій «Замку». Окрім того, в біографічному фільмі «Кафка» Стівена Содерберґа запозичено деякі сюжетні ходи роману.
- «Замок» (ФРН, 1968; реж. Рудольф Ноелте, в ролі К. Максиміліан Шелл)
- «Замок» (Грузія, 1990; реж. Дато Джанелідзе, в ролі К. Карл-Гайнц Бекер)
- «Замок» (Росія, 1994; реж. Олексій Балабанов, в ролі К. Микола Стоцький)
- «Замок» (Австрія, 1997; реж. Міхаель Ганеке, в ролі К. Ульріх Мюе)
- «К.» (Китай, Гонконг, 2015; реж. Кріс Свантон, в ролі К. Баян)